# Rosa de Saron

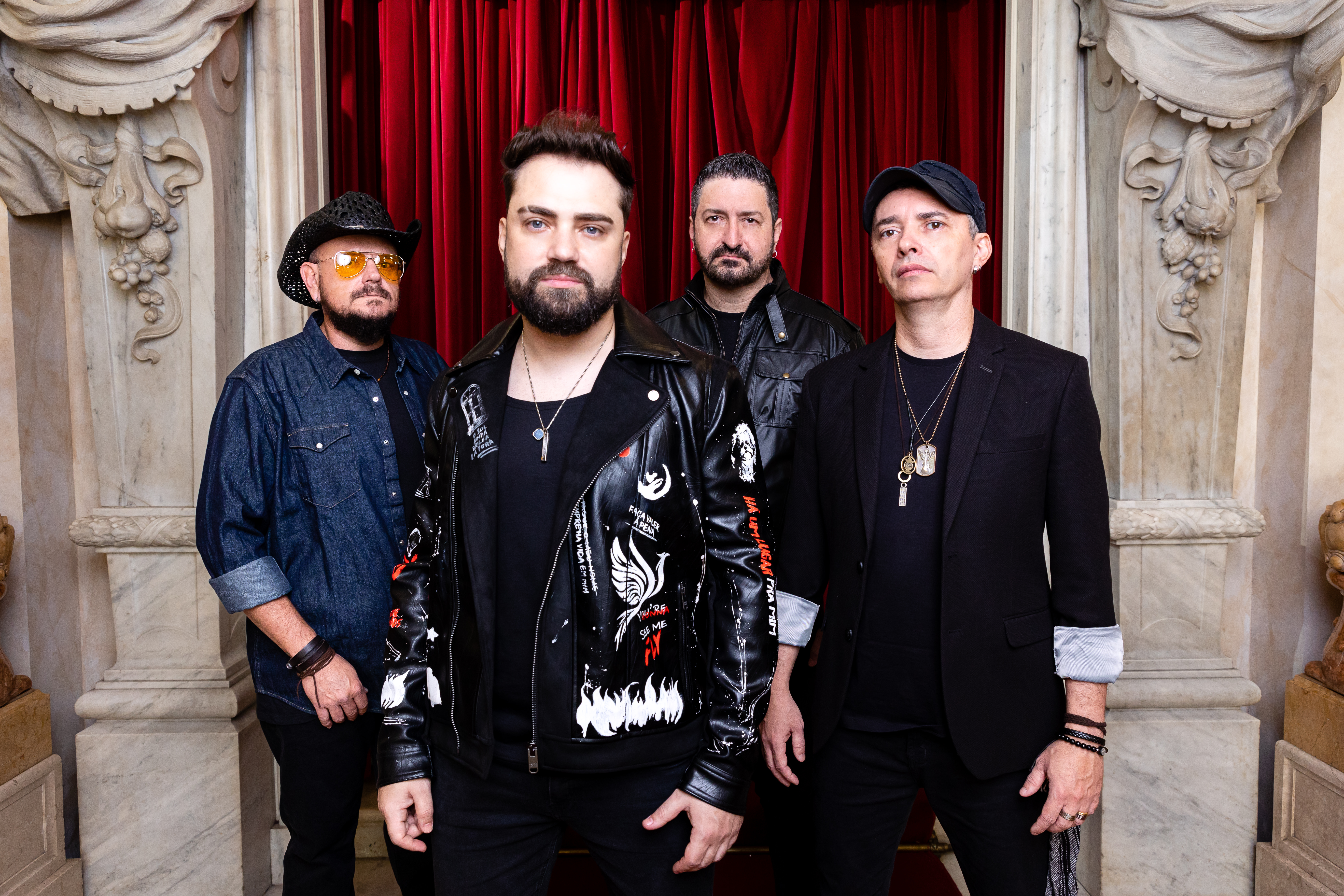
Foto de los cuatro integrantes de la banda Rosa de Sharon en el ensayo oficial del DVD Rosa de Sharon In Concert.

Rosa de Saron es una banda de Hard rock con raíces católicas, formada en 1988 en la ciudad de Campinas, Brasil. La banda recibió la nominación a Mejor álbum cristiano en portugués en 2010 y 2011 en los Grammy Latinos.

## Miembros

### Miembros actuales
- Rogério Feltrin: bajo (1988 - presente)
- Eduardo Faro: guitarrista (1990 - presente)
- Grevão: batería (1995 - presente)
- Bruno Faglioni: vocalista (2019 - presente)

### Miembros anteriores
- Sandão: batería (1988 - 1995)
- Alex Nozaki: guitarrista (1990 - 1995)
- Eduardo Bortolato: teclados (1990 - 1998)
- Tchelão: vocalist (1988 - 2000)
- Guilherme de Sá: vocalist (2001 - 2019)

## Discografía

### Álbumes de estudio
- (1994) Diante da Cruz
- (1997) Angústia Suprema
- (2002) Depois do Inverno
- (2005) Casa dos Espelhos
- (2007) Acústico
- (2009) Horizonte Distante
- (2012) O Agora e o Eterno
- (2014) Cartas ao Remetente
- (2018) Gran Paradiso
- (2020) Lunação
- (2021) Baile das Máscaras

### Álbumes en vivo/vídeo
- (2008) Acústico e ao Vivo
- (2010) Horizonte Vivo Distante
- (2013) Latitude, Longitude
- (2015) Acústico e ao Vivo 2/3
- (2023) In Concert